# Landi Kotal
Landi Kotal oder Landikotal (Urdu لنڈی کوتل) ist eine Stadt in der pakistanischen Provinz Khyber Pakhtunkhwa. Bis 2018 lag sie in einem der Federally Administered Tribal Areas (Stammesgebiete unter Bundesverwaltung) Pakistans, der Khyber Agency. Der Ort liegt am Chaiber-Pass auf 1072 Meter Höhe und ist der höchste Punkt dieses Passes auf dem Weg nach Peschawar. Landi Kotal ist ein Reiseziel, das mit der Eisenbahn auf der Chaiber-Pass-Bahnlinie oder auf der Straße von Pakistan sowie von der Grenze zu Afghanistan, die 5 Kilometer westlich liegt, erreicht werden kann.
Landi Kotal ist das Einkaufszentrum der beiden Stämme der Paschtunen, der Shinwari und Afridi, die im westlichen Pakistan und östlichen Afghanistan leben.

## Geschichte

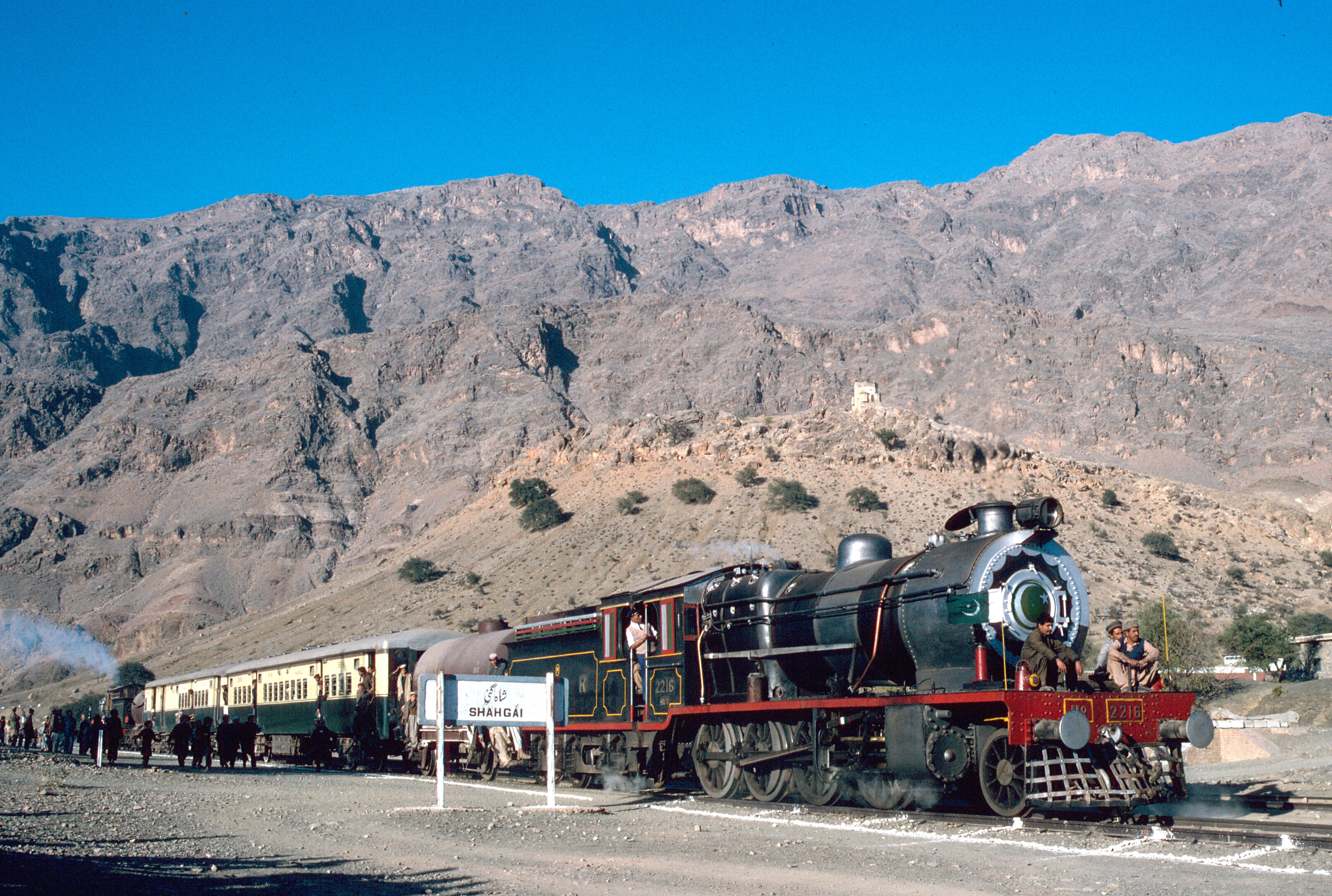
Chaiber-Pass-Bahnlinie, die als Touristenattraktion in Abhängigkeit von der jeweiligen Sicherheitslage, mit einer Dampflokomotive befahren werden kann.

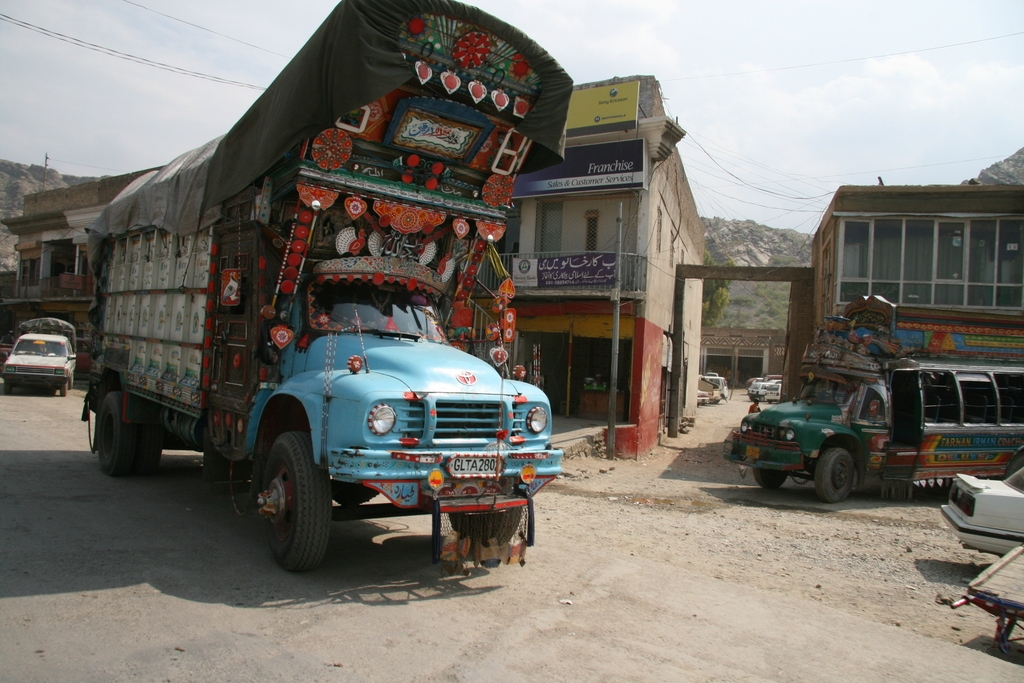
Verzierter Lastkraftwagen in der Stadt

Landi Kotal ist der westlichste Teil des Chaiber-Pass-Gebirges, den die Briten während ihrer Herrschaft über den Indischen Subkontinent hielten.
Im Jahre 1897 griffen die Afridi Landi Kotal und andere Grenzposten am Khyberpass an. Obwohl die Grenztruppen, die Khyber Rifles, sich wehrten, wurde Landi Kotal überrannt, als den Grenztruppen das Wasser zu Ende ging. Der britische Gegenangriff mit 34.500 Mann unter der Führung von Sir William Lockhart besiegte die Afridi.
Das befestigte Fort von Landi Kotal war in der Zeit der britischen Herrschaft mit fünf britischen Offizieren und 500 Mann einheimischen Offizieren und Soldaten belegt. Vor 1899 war es, wie alle anderen Grenzposten, eine Garnison der Khyber Rifles, einer paramilitärischen Truppe, die sich aus den regionalen Stämmen im Gebiet Khyber Agency rekrutierte. Im Jahre 1925 wurde durch die Khyber Pass Railway die Eisenbahnverbindung von Jamrud nach Landi Kotal eröffnet.
Am 16. Juni 2012 explodierte am Marktplatz von Landi Kotal ein Sprengsatz, tötete mindestens 29 Menschen und verletzte mehr als 65. Die lokalen Behörden vermuten einen lokalen Stammesführer als Ziel. Die Tehrik-i-Taliban Pakistan (TTP) streiten die Verantwortung für den Anschlag ab.

## Persönlichkeiten
- Shaheen Afridi (* 2000), Cricketspieler